# Collonges-au-Mont-d'Or
Collonges-au-Mont-d'Or è un comune francese di 4 012 abitanti situato nella metropoli di Lione della regione Alvernia-Rodano-Alpi.

## Società

### Evoluzione demografica
Abitanti censiti

## Amministrazione

### Gemellaggi
- Illhaeusern dal 1967